# Union royale des armateurs belges
L'Union royale des armateurs belges, en abrégé URAB, est une association fondée le 28 octobre 1909 (après 1921 en tant qu'ASBL, association à but non lucratif) dans le but de fédérer les armateurs et les compagnies maritimes de Belgique.
En Belgique francophone, l'URAB est connue sous le nom d' Union Royale des Armateurs Belges (URAB) (en néerlandais : Koninklijke Belgische Redersvereniging, KBRV) et au niveau international sous le nom de Royal Belgian Shipowner’s Association (RBSA).
L'URAB est membre de l'ECSA (European Community Shipowners’ Associations, Associations des Armateurs de la Communauté Européenne), et sur le plan mondial, est membre de l’ICS (International Chamber of Shipping), et au plan belge de la FEB, Fédération des entreprises de Belgique.
La Belgique compte de nombreux armateurs: CMB (Compagnie maritime belge), Euronav, Exmar, Deme, Jan De Nul, etc. En juillet 2023, l'URAB évoque une flotte totale dépassant les 500 navires.
Dès 2015, la flotte marchande belge figure parmi les 25 plus importantes flottes mondiales, selon le ministère fédéral Mobilité et Transports.

## Histoire
En partie sous l'influence du roi Léopold II, qui considérait le transport maritime international comme la clé de l'expansion économique de la Belgique, l'intention principale de l'URAB était de créer une prise de conscience qui encouragerait le développement d'une flotte marchande nationale forte. Le secteur maritime devait soutenir l'industrie nationale. Une flotte sous pavillon belge était essentielle à cet égard.
La première réalisation fut l'ouverture d'un bureau de signature pour les marins en 1912. L'objectif était d'empêcher l'exploitation des marins par les recruteurs. Suivra en 1920 la création du Conseil Professionnel de la Marine Marchande Belge, organisme constitué sous forme de commission de conciliation entre les différentes compagnies maritimes, qui y avaient chacune un siège. En 1925, est créé le CIMA (Comité des Intérêts à Anvers), qui s'est transformé en fonds de protection contre les grèves.
Autres dates importantes :
- 1929 : création du Comité des Employeurs du port d'Anvers ;
- 1936 : création du Fonds d'indemnisation des congés payés des gens de mer ;
- 1945 : création du Service de sécurité sociale des marins de la marine marchande : arrêté-loi du 7 février 1945[3],[4],[5] ;
- 1948 : création du Fonds pour l'exploitation et la construction des navires de mer ;
- 1950 : création du Comité National de Propagande Maritime, pour pallier le manque d'officiers de marine sur le marché du travail[6] ;
- 1978 : présentation du premier plan d'urgence de l'URAB, traitant du désavantage financier lié à l'exploitation d'un navire sous pavillon belge ;
- 1988 : conclusion du protocole avec le gouvernement belge par lequel il est convenu que les navires belges peuvent battre pavillon du Luxembourg ;
- 2002 : autorisation accordée à l'URAB de porter le titre d' "union royale".

## Activités
Les statuts stipulent que l'Union, en tant que centre national belge de connaissances maritimes et en tant que fédération sectorielle, souhaite jouer un rôle clé dans la croissance de l'industrie de la navigation, tant au niveau national qu'international. En pratique, l'organisation représente les intérêts des armateurs et exploitants de navires belges, y compris ceux liés à leurs activités dans le transport international.
Elle le fait, entre autres, en augmentant l'attractivité du secteur et en proposant à ses membres des services dans les domaines de la fiscalité, du droit social (y compris les conventions collectives de travail), de la législation du droit maritime et du droit environnemental. L'URAB propose des services à ses membres en partageant rapidement des connaissances sectorielles, en leur apportant un soutien et en réalisant conjointement des études. Au total, 25 organisations sont affiliées. Parmi les principaux membres figurent les sociétés Jan De Nul, CMB, Euronav et Exmar.
L'URAB encourage la navigation des navires sous pavillon belge. Il s'agit de contrer la tendance des navires battant sous des « pavillons de complaisance » (en anglais : flag of convenience), comme ceux du Panama et du Libéria.
L'URAB soumet chaque année un rapport annuel (disponible gratuitement en ligne). Ce rapport comprend un aperçu chronologique des douze derniers mois, ainsi qu'une analyse complète des événements et des tendances.
L'URAB encourage la formation à l'École supérieure de navigation d'Anvers (Antwerp Maritime Academy) puisque pour pouvoir travailler à bord d’un navire marchand, il faut avoir achevé avec succès une formation répondant aux normes STCW (Standards for Training, Certification and Watchkeeping for Seafarers) de l’Organisation maritime internationale (OMI).
En 2014, le siège social est situé au quai Ernest Van Dijckkaai 8, à Anvers. Le directeur général est Peter Verstuyft et le président est Ludwig Criel.

## Pays voisins
En France, l'organisation professionnelle Armateurs de France, créée en 1903, regroupe l'ensemble des entreprises françaises de transport et de services maritimes (les « armateurs »). Elle représente les entreprises maritimes françaises auprès des pouvoirs publics nationaux et communautaires (Gouvernement, Commission européenne, collectivités territoriales), de l'Organisation maritime internationale (OMI) et de l'Organisation internationale du travail (OIT).

## Cinéma
En 2007, l'URAB est coproducteur du film documentaire La Vague à l'âme, écrit et réalisé par Edith Van Hove, avec participation de l'École supérieure de Navigation devenue l'Académie maritime d'Anvers,.

## Sources
- « About Us », sur ecsa.eu (consulté le 31 décembre 2023)
- https://www.brv.be/
- « vbo-feb.be/nl-BE/Wie-zijn-we/m… »(Archive.org • Wikiwix • Archive.is • Google • Que faire ?)
- https://web.archive.org/web/20141006130329/http://www.brv.be/img/user/file/Jaarverslagen/Jaarverslag_2009_nl.pdf